# Персий
Вижте пояснителната страница за други личности с името Флак.
Авъл Персий Флак, наричан само Персий (на латински: Aulus Persius Flaccus; * 4 декември 34, Волтера; † 24 ноември 62 г.) e римски поет от етруски произход. В произведенията си, стихотворения и сатири Персий учи на стоически мъдрости и критикува действителното положение на своето време. Произведенията му са публицирани след смъртта му от философа Луций Аней Корнут и са популярни до средновековието.
Персий е роден във Волтера в Тоскана, Етрурия. Родителите му са влиятелни представители на конническото съсловие. Той учи първо в елементарното училище във Волтера, на 12 години започва да следва граматика и реторика в Рим. На 16 години се сприятелява с философа Луций Аней Корнут. След това и със Сенека. Той умира на 27 години на 24 ноември 62 г. от стомашна болест.
Персий написва шест сатири в хекзаметър.